# Quatuors à cordes (Zemlinsky)

Alexander von Zemlinsky composa cinq quatuors à cordes entre 1893 et 1936.

## Quatuor à cordesno1enla majeuropus 4
Composé en 1896 et créé la même année, il a quatre mouvements.
1. Allegro
2. Scherzo (allegretto)
3. Breit und kräftig
4. Vivace

- Durée d'exécution : vingt six minutes

## Quatuor à cordesno2enré mineuropus 15
Composé en 1913, il présente une double structure de quatuor en quatre mouvements et de suite en thème et variations.
1. Andante
2. Adagio - Moderato - Andante - Allegretto - Adagio
3. Scherzo (schnell)
4. Andante - Allegro molto - Andante

- Durée d'exécution : quarante minutes

## Quatuor à cordesno3opus 19
Composé en 1924, il est dédié à Friedrich Buxbaum.
1. Allegro
2. Thema mit variationem
3. Romance
4. Burlesque

## Quatuor à cordesno4opus 25
Composé en 1936, il est créé le 21 avril 1967 à Vienne.
1. Präludium, Poco adagio - Burleske - Vivace
2. Adagietto, Adagio - Intermezzo - Allegretto
3. Thema mit variationem, Poco adagio - Finale, Allegro molto, Energico

- Durée d'exécution : vingt quatre minutes